# 홍준표 (1949년)
홍준표(1949년~)는 연세대학교의 금속공학 교수이다.

## 학력
- ~1995 도쿄대학 대학원 박사
- ~1975 도호쿠대학교 대학원 석사
- ~1972 연세대학교 금속공학 학사

## 경력
- 2004년 연세대학교 기획실 실장
- 2003년 한국주조공학회 회장
- 2001년~한국과학기술한림원 정회원
- 2000년~2004년연세대학교 연구처장
- 1998년 한국주조공학회 부회장
- 1996년~1998년 대한금속학회 편집이사
- 1989년~1993년 한국로스트왁스 기술고문
- 1988년~1998년 한국주조공학회 편집이사, 사업이사
- 1987년~미국금속학회 정회원
- 1986년~1987년 한국중공업 기술자문위원
- 1986년~연세대학교 신소재공학과 교수
- 1982년 일본철강학회 정회원
- 1975년~1986년 경북대학교 전임강사, 조교수, 부교수
- 1973년 일본주조공학회 정회원
- 1972년 대한금속학회 정회원

## 주요 사업
- 일본의 항공기 부품 생산업체 아이신 타카오카사와 주조공정 설계 프로그램 개발에 관한 연구용역[1]
- 일본 "다이캐스팅(Diecasting)" 생산 기업 동경이화, "반(半)응고신주조기술"에 관한 연구[2]

## 수상
- 2001년 대한금속재료학회 학술상
- 1998년 한국주조공학회 논문상
- 1997년 오암상
- 1997년 한국주조공학회 논문상
- 1995년 한국과학기술총연합회 논문상
- 1993년 한국주조공학회 논문상
- 1992년 대한금속학회 논문상
- 1990년 한국주조공학회 논문상
- 1985년 대한금속학회 청웅상